# Rio Tunguska Pedregoso
O rio Tunguska Pedregoso (em russo:  Подкаменная Тунгуска, transl.: Podkamennaya Tunguska; em português, literalmente, Tunguska sob as pedras) é um rio da Sibéria. A qualificação "pedregoso" decorre de o rio ser, em alguns trechos, subterrâneo,  e correr sob massas de seixos. Com 1869 km de comprimento, o Tunguska Pedregoso desagua no Ienissei e é navegável ao longo de 571 km  a montante do seu ponto de confluência, até à localidade de Baikit.
A localidade de Vanavara, situada às margens do Tunguska Pedregoso, é conhecida em razão do chamado evento de Tunguska -  uma gigantesca explosão ocorrida em 1908, a cerca de 65 km desse local, que arrasou uma área imensa. A origem da explosão  foi, presumivelmente, a queda de um grande meteorito.